# Spuckschutzscheibe
Die Spuckschutzscheibe (weitere Bezeichnungen: Spuckschutzwand, Spuckschutzvorrichtung, Tröpfchenschutz oder Hygieneschutz) ist eine meist aus Acrylglas (Plexiglas) oder Polycarbonat bestehende Wand oder Scheibe, die vor einer Übertragung von Viren durch Tröpfchen schützen soll. Das Wort ist erst im Rahmen der COVID-19-Pandemie im deutschen Sprachgebrauch angekommen und spielt seitdem im Alltag eine Rolle.

## Einsatzgebiete während der Corona-Pandemie
Spuckschutzscheiben werden seit Beginn der Corona-Pandemie an Orten aufgestellt, wo Menschen zusammentreffen und die Gefahr einer Tröpfcheninfektion besteht. Inspiriert durch italienische  Kollegen fingen in Deutschland Anfang März 2020 vor allem  Apotheker an, Spuckschutzscheiben in ihren Filialen zu installieren, woraufhin sich der Einsatz der Schutzvorrichtungen auch in vielen anderen Bereichen des alltäglichen Lebens verbreitete. Seit dem 16. April 2020 gilt ein einheitlicher Arbeitsschutz gegen das Coronavirus, welcher vom Bundesministerium für Arbeit und Soziales (BMAS) beschlossen wurde. Demnach sollen Mitarbeiter einen „ausreichenden Abstand (mindestens 1,5 m) zu anderen Personen halten und wo dieser Abstand durch Maßnahmen der Arbeitsorganisation nicht möglich ist, müssen alternative Schutzmaßnahmen ergriffen werden. Demnach sind ‚transparente Abtrennungen‘ bei Publikumsverkehr und möglichst auch zur Abtrennung der Arbeitsplätze mit ansonsten nicht gegebenem Schutzabstand zu installieren.“
Die Scheiben schützen aber nicht oder kaum gegen eine Infektion durch Aerosole.

### Alters- und Pflegeheime
Während der Corona-Pandemie gilt zwischenzeitlich in vielen Alters- und Pflegeheimen Besuchsverbot. Wenn Besuch erlaubt ist, dann nur unter strengen Sicherheitsvorkehrungen. Dafür wurden vielerorts Spuckschutzscheiben aufgestellt.

### Busbetriebe
Bundesweit werden Busse im Rahmen der Corona-Pandemie mit Spuckschutzscheiben ausgestattet, um Busfahrer vor Tröpfcheninfektionen zu schützen. Zum Teil wurden zunächst Corona-Schutzfolien bereitgestellt, die dann nach und nach mit Spuckschutzscheiben ausgebessert wurden. Die Beschaffung und der Einbau der Scheiben kostete allein die Berliner Verkehrsbetriebe (BVG) etwa 2,1 Millionen Euro.

### Einzelhandel
Um Mitarbeiter zu schützen, aber auch um  Besuchern ein sicheres Gefühl zu vermitteln, setzte der Einzelhandel früh auf Spuckschutzscheiben im Kassenbereich. Laut einer Apothekerin in Coburg kam die Idee dafür von italienischen  Apothekern, die sich über eine europäische Apotheker-Plattform im Internet verbreitete. Mittlerweile sind Spuckschutzscheiben in fast jedem Supermarkt und auch in anderen Geschäften zu finden.

### Gastronomie
Auch in Restaurants, Cafés und Kneipen gelten während der Corona-Pandemie  Hygieneauflagen, zumal sie überhaupt geöffnet haben. Viele Orte wurden coronagerecht umgebaut, indem u. a. Spuckschutzscheiben im Kassenbereich, am Tresen oder zwischen den Sitzplätzen aufgebaut wurden.

## Herstellung und Vertrieb
Einige Unternehmen haben innerhalb kürzester Zeit auf die ansteigende Nachfrage nach Spuckschutzscheiben reagiert.